# Nicolau Maximilianovich de Beauharnais
Nicolau Maximilianovich de Beauharnais (Peterhof, 4 de agosto de 1843 – Paris, 6 de novembro de 1891), foi o 4.º Duque de Leuchtenberg e Chefe da Casa de Beauharnais, neto do czar Nicolau I da Rússia, foi candidato malsucedido aos tronos da Grécia e da Romênia. Como seu pai, Nicolau também foi um renomado mineralogista.
Filho do duque Maximiliano de Leuchtenberg e da grã-duquesa Maria Nikolaevna da Rússia, Nicolau cresceu no país de sua mãe. Jovem culto, seguiu a carreira militar, mas estudou mineralogia, geologia e paleontologia ao mesmo tempo. Prometido para um futuro brilhante, sua candidatura é considerada durante as eleições para os tronos da Grécia (1862) e da Romênia (1866), mas suas ligações com a Rússia acabam por servi-lo. Nomeado pelo Czar Alexandre II Presidente da Sociedade Imperial de Mineralogia e Presidente Honorário da Sociedade Técnica Russa em 1865, o jovem realizou várias missões científicas no Império Russo. No entanto, a relação que estabeleceu, a partir de 1863, com a cortesã Nadège Annenkova, levou o príncipe a fugir do seu país em 1868. Privado de sua fortuna e abandonado por sua família, Nicolau foi parcialmente perdoado pelo czar a partir de 1878. No entanto, ele passou o resto de sua vida no exílio, onde herda uma fortuna da imperatriz do Brasil, D. Amélia, viúva do imperador D. Pedro I, e morreu de câncer na garganta aos 47 anos.

## Biografia
Nicolau Maximilianovich, conhecido familiarmente como Kolya nasceu no dia 4 de agosto (23 de julho no calendário juliano) no Palácio de Leuchtenberg em Peterhof, próximo a São Petersburgo. Seus pais eram o 3.º Duque de Leuchtenberg, Maximiliano de Beauharnais e a grã-duquesa Maria Nikolaevna da Rússia. Foi o primeiro neto do czar Nicolau I da Rússia e bisneto da imperatriz Josefina da França. Em dezembro de 1852, por decreto do imperador Nicolau, ele recebeu o tratamento de Alteza Imperial e o título de Príncipe Romanovsky.

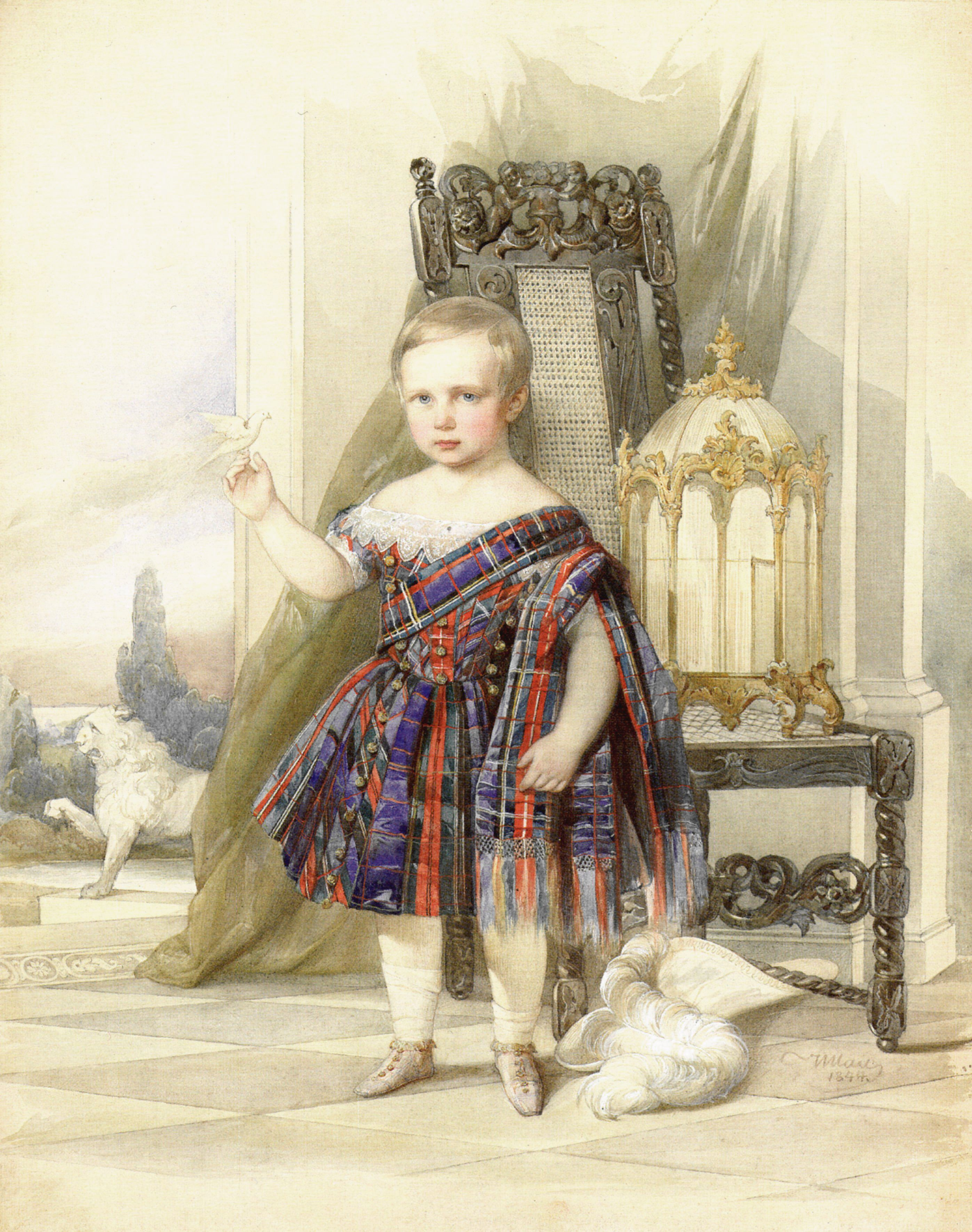
Retrato de Nicolau na infância, por Woldemar Hau, 1844

O príncipe nasceu com uma perna mais curta que a outra. Essa grave incapacidade levou seus pais a seguir vários tratamentos ortopédicos no exterior. O garoto foi submetido a quatro operações na Alemanha e no Reino Unido antes de ser colocado no tratamento do Dr. Nikolaj Ivanovich Pirogov, que prescreveu alguns exercícios físicos para fortalecer seus músculos. Através deste programa, portanto, Nicolau cresceu quase normalmente e conseguiu eliminar seu problema físico.
Órfão de pai aos 9 anos, Nicolau tornou-se ainda mais apegado à mãe, com quem falava em russo, quando a maioria dos membros da nobreza preferia o francês. Sua mãe se casou secretamente com o conde Grigori Alexandrovitch Stroganov e Nicolau teve excelente relacionamento com seu novo padrasto. O príncipe também era próximo de seu tio, o czar Alexandre II, que gostava muito dele e frequentemente o levava em uma viagem com a família imperial à Rússia ou ao exterior. Por fim, Nicolau manteve excelentes relacionamentos com seus primos, e especialmente com o príncipe-herdeiro da Rússia, com quem passava muito tempo.
Ele recebeu uma educação esmerada. Curioso e dotado de mente científica, o príncipe participou de cursos na Universidade Estatal de São Petersburgo desde 1860. Ao mesmo tempo, iniciou sua carreira militar alcançando o posto de tenente-general (1878).

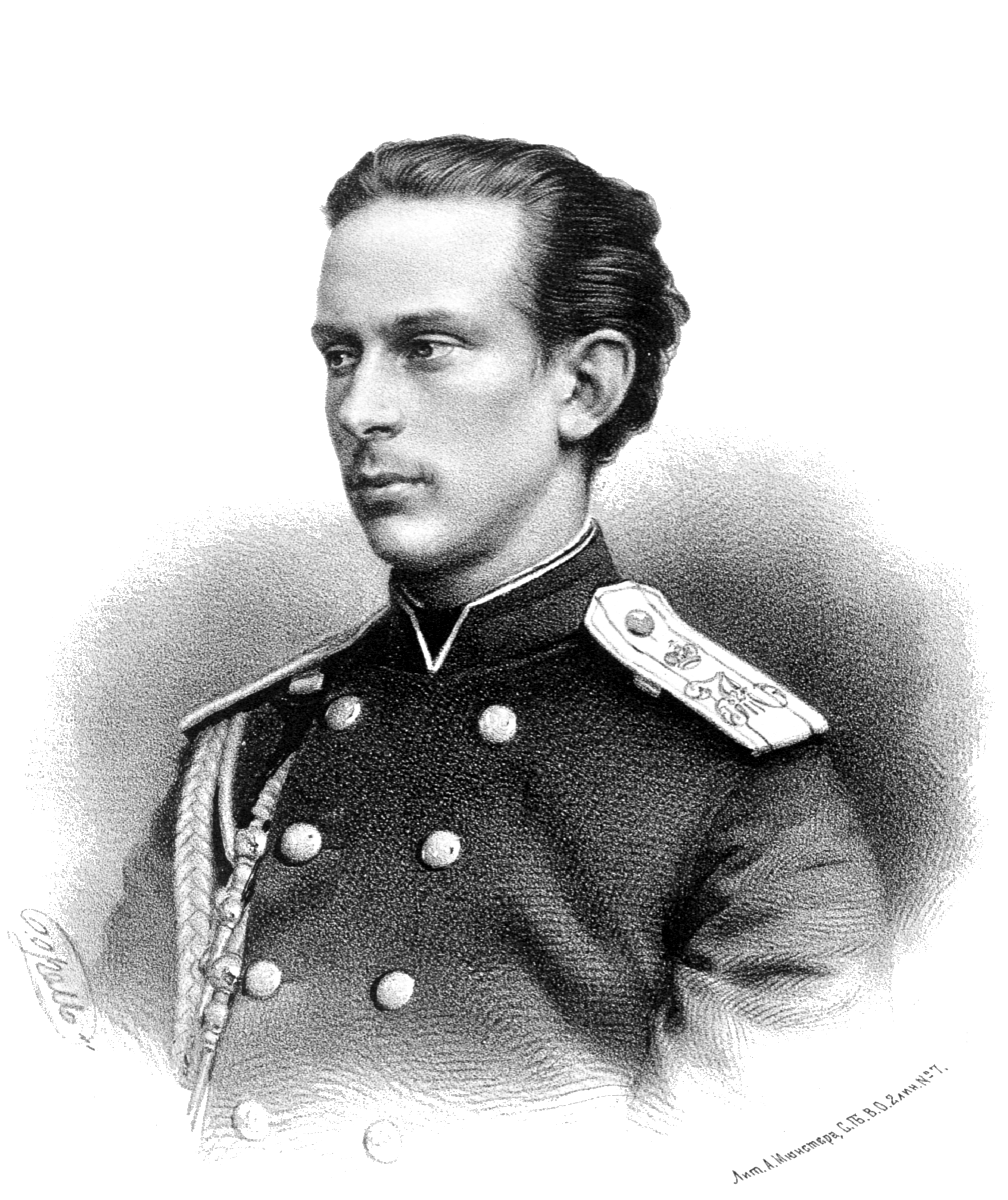
Nicolau em 1867

### O trono da Grécia
Entre 1850 e 1860, o Reino da Grécia passou por uma grave crise dinástica. Oto da Grécia não tinha herdeiros e, segundo a constituição, um de seus irmãos deveria sucedê-lo. No entanto, sendo católicos, eles se recusaram categoricamente a se converter à religião ortodoxa. Oto foi a Munique várias vezes para tentar convencer pelo menos um de seus irmãos, mas sem sucesso. Diante desse abuso, a opinião pública helênica ficou impaciente e falou cada vez mais abertamente sobre a mudança de dinastia. Assim, a partir de 1858, os gregos pediram a nomeação de Nicolau como herdeiro de Oto. Primo do czar e membro da Igreja Ortodoxa de fato, o príncipe foi considerado pelos apoiadores da Rússia como o candidato ideal.
Finalmente, uma revolução estourou na Grécia em outubro de 1862, e Oto foi derrubado. A população, não tendo confiança em sua dinastia, convocou uma reunião para eleger um novo monarca. Na Grécia, dois nomes de possíveis candidatos estavam circulando na época. O partido britânico apoiou ativamente a candidatura do príncipe Alfredo, segundo filho da rainha Vitória, enquanto o partido russo apoiava Nicolau.
Após meses de incerteza quanto à sucessão, foi escolhido o príncipe Guilherme da Dinamarca, irmão da princesa de Gales e da princesa-herdeira da Rússia, que foi proclamado rei em 6 de junho de 1863.

### Interesses
Como a maioria dos homens de sua classe, Nicolau entrou no exército imperial. Ele participou das batalhas da guerra russo-turca de 1877–1878 como general de cavalaria.
Como seu pai, Nicolau era um homem apaixonado por ciência, geologia, paleontologia e mineralogia. Ele publicou vários artigos sobre minerais, berilo ou pirita magnética. Em 1865, ele foi nomeado presidente da Sociedade Imperial de Mineralogia pelo czar e foi sob sua liderança que mapas geológicos do Império Russo foram reproduzidos.

### Casamento clandestino
Antes de seu casamento morganático, a tia de Nicolau, a imperatriz-viúva Amélia do Brasil, tentou casa-lo com a princesa Isabel, filha e herdeira presuntiva do imperador Dom Pedro II do Brasil. No entanto a diferença religiosa e a distância dos pares malograram as negociações de casamento.
Em 1863, ele conheceu, por acaso, Nadezhda Sergeevna Annenkova na Igreja da Natividade da Virgem, em Moscou. Separada de Vladimir Nikolaevich Akinfiev e mãe de duas meninas, Nadezhda tinha uma má reputação. Conhecida por sua beleza, ela teria partido o coração de muitos homens, incluindo o chanceler Alexander Mikhailovich Gorchakov, o filho deste Konstantin Alexandrovich Gorchakov e dois grão-duques.
Depois de algum tempo, o namoro se tornou mais sério e o casal tentou formalizar o relacionamento. A jovem tentou se divorciar. Na realidade, a lei russa reconheceu o divórcio, mas proibia ex-cônjuges de se casar novamente ou serem recebidos na corte, exceto em circunstâncias muito específicas, como para vítimas de adultério, abandono ou abuso. No entanto, o czar Alexandre II se opôs resolutamente ao divórcio de Nadezhda.
A situação do casal acabou evoluindo em 1868. Nadezhda ficou grávida e Nicolau conseguiu convencer seu tio a deixá-lo sair da Rússia. Por sua parte, Nicolau foi punido pelo imperador, que o informou que, se encontrasse refúgio na Europa, perderia sua nacionalidade russa, sua riqueza e posição. Apesar disso, Nicolau decidiu ir e chegou na Alemanha. Os amantes então se encontraram em Paris, antes de se casar, algum tempo depois, na Capela Ortodoxa do Castelo de Stein, na Baviera.

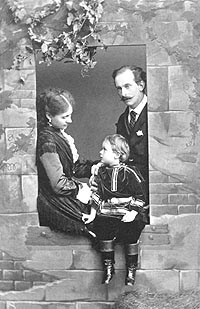
Nicolau com sua esposa e o filho mais velho, 1872.

Na Rússia, a atitude do duque provocou um enorme escândalo e o czar, já furioso, é obrigado a conceder autorizações retroativas a Nicolau para cobrir a vergonha causada por sua deserção do exército. Esquecendo que ela mesma havia contraído uma união morganática com o conde Stroganov, a grã-duquesa Maria ficou chocada com o comportamento do filho e se recusou a intervir em nome dele com o czar. Por sua parte, os irmãos de Nicolau consideraram sua atitude lamentável e romperam qualquer relacionamento com ele.
Dessa união nasceram dois filhos:
1. Nicolau Nikolaevich (1868-1928)
2. Jorge Nikolaevich (1872-1929)

Os dois filhos foram legitimados em 1878, após um segundo casamento (oficial) de seus pais.
Por muitos anos, a família levou uma vida itinerante entre Paris e Roma. Como o czar o privou de suas fortunas e sua mãe se recusou a ajudá-lo, ele foi forçado a aceitar o apoio financeiro da irmã mais velha de Nadezhda, a marquesa Maria De Ferrari. A situação da família de Leuchtenburg, no entanto, melhorou a partir de 1873, quando Nicolau herdou da tia, a imperatriz-viúva Amélia do Brasil, o pequeno Castelo de Stein, onde a família se estabeleceu. Em 1876, ele comprou dos herdeiros de outra tia, a rainha Josefina da Suécia, pequenas propriedades localizadas em Neureuth e Kloster Seeon.
Apesar disso, Nicolau e Nadezhda criaram uma pequena corte em Stein. Apaixonados por artes e ciências, eles receberam muitos intelectuais, mas a situação permaneceu precária, principalmente a econômica, e Nicolau não pode voltar à Rússia.

### Retorno à Rússia

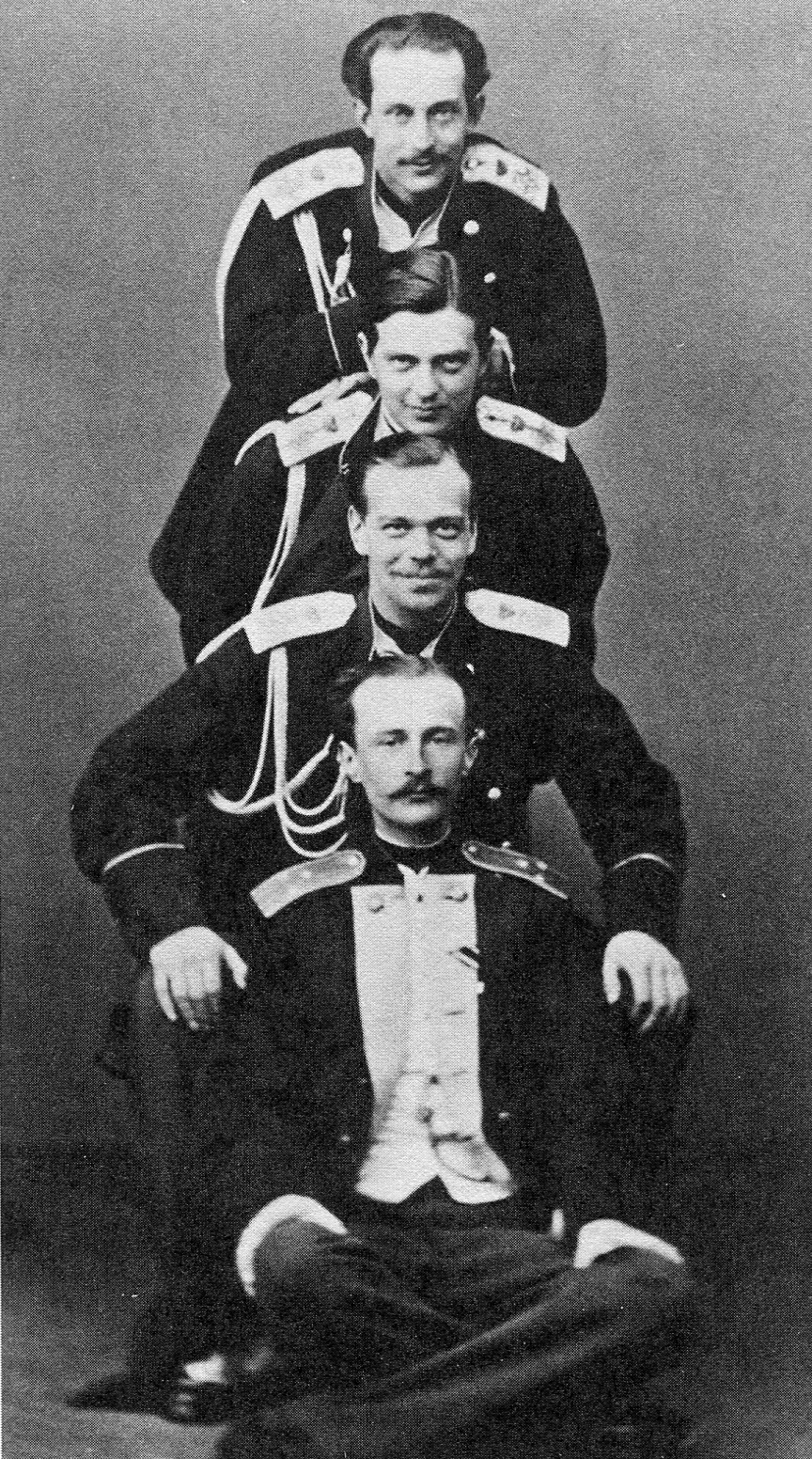
Nicolau (no topo) com seus primos Vladimir, Alexandre (no centro) e Alberto.

Em 1876, ele obteve permissão para voltar à Rússia para assistir ao funeral de sua mãe. No entanto, o duque só poderia ir a São Petersburgo sem a esposa e o filho. Um ano depois, ele novamente obteve permissão para retornar, desta vez para servir no exército imperial durante a guerra russo-turca de 1877–1878.
Finalmente, ele foi perdoado por seu tio em 1879. Alexandre II reconheceu o casamento de seu sobrinho e concedeu a Nadežda o título de "Condessa de Beauharnais", levantando protestos do governo francês. No entanto, o casal ainda não obteve permissão para se estabelecer na Rússia.
Somente após a morte de Nicolau, o seu tio, o novo czar Alexandre III, em 23 de novembro de 1890, concedeu ao seus filhos o título de "Duque de Leuchtenberg" com o tratamento de Alteza. Os dois jovens são excluídos da família imperial, ao contrário de outros membros da casa de Leuchtenberg, que mantêm os títulos de Príncipes Romanovsky, de Duque de Leuchtenburg e o tratamento de Alteza Imperial.

### Morte
Ao longo dos anos, sua saúde se deteriorou. Fumante inveterado, descobriu-se que tinha câncer de garganta. Segundo alguns rumores, torna-se dependente da morfina. Ele morreu em Paris em 6 de janeiro de 1891. Ele recebe honras militares do governo francês antes de ser repatriado para a Rússia por seu irmão, o príncipe Eugênio de Leuchtenberg.
Ele recebeu um funeral de estado na presença do czar Alexandre III, a corte e muitos cientistas, em 24 de janeiro de 1891. Seu corpo foi então enterrado na cripta da Capela da Ressurreição do Mosteiro Costeiro de São Sérgio, localizado próximo a São Petersburgo. Vítima de edema cerebral, sua esposa se juntou a ele seis meses depois, de acordo com seus últimos desejos.
Em 1962, as autoridades soviéticas destruíram a igreja onde foram enterrados e seus túmulos foram perdidos. Em 1995, no entanto, seus túmulos foram reencontrados em escavações autorizadas pelas autoridades russas.

## Cultura
Mineralogia
Identificada por Nicolau, a leuchtenbergite é uma variante do clinocloro caracterizada pelo baixo teor de ferro.
Literatura
Segundo o biógrafo Belyakova, a relação entre Nicolau e Nadežda foi uma das fontes de inspiração para Tolstói quando ele escreveu seu romance Anna Karenina.

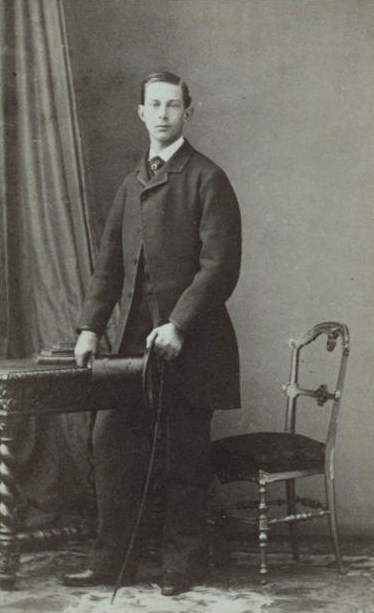
Nicolau de Leuchtenberg na década de 1860.

## Honrarias
Russas
 Cavaleiro da Ordem de Santo André
 Cavaleiro da Ordem de Santo Alexandre Nevsky
 Cavaleiro da Ordem de Santa Ana
 Cavaleiro da Ordem da Águia Branca
 Cavaleiro da Ordem de Santo Estanislau
 Cavaleiro da Ordem de Santo Jorge
 Espada de Santo Jorge
Estrangeiras
 Cavaleiro da Ordem de Fidelidade
 Cavaleiro da Ordem de Luís
 Cavaleiro da Ordem de Santo Humberto
 Grã-Cruz da Legião de Honra
 Cavaleiro da Ordem da Coroa de Württemberg
 Cavaleiro da Ordem dos Santos Maurício e Lázaro
 Cavaleiro da Ordem Militar da Torre e Espada
 Cavaleiro da Ordem de Santo Alexandre